# Серапікуш (Браганса)
Серапікуш (порт. Serapicos; МФА: [sɨ.ɾɐ.ˈpi.kuʃ]) — парафія в Португалії, у муніципалітеті Браганса. Розташована в північно-східній частині країни, на теренах історичної португальської провінції Трансмонтана. Входить до складу округу Браганса. За адміністративним поділом, чинним до 1976 року, терени парафії були складовою провінції Трансмонтана і Верхнє Дору. Належить до Брагансько-Мірандської діоцезії Католицької церкви. Патрон — Діва Марія. Площа — 28,2495 км². Населення — 208 ос. (2011). Слабо урбанізований регіон. Густота населення — 7,36 осіб/км²
. Код — 040247.

## Населення
| Кількість мешканців | Кількість мешканців | Кількість мешканців | Кількість мешканців | Кількість мешканців | Кількість мешканців | Кількість мешканців | Кількість мешканців | Кількість мешканців | Кількість мешканців | Кількість мешканців | Кількість мешканців | Кількість мешканців | Кількість мешканців | Кількість мешканців |
| ------------------- | ------------------- | ------------------- | ------------------- | ------------------- | ------------------- | ------------------- | ------------------- | ------------------- | ------------------- | ------------------- | ------------------- | ------------------- | ------------------- | ------------------- |
| 1864                | 1878                | 1890                | 1900                | 1911                | 1920                | 1930                | 1940                | 1950                | 1960                | 1970                | 1981                | 1991                | 2001                | 2011                |
| 461                 | 577                 | 683                 | 710                 | 848                 | 695                 | 728                 | 898                 | 920                 | 868                 | 542                 | 473                 | 404                 | 289                 | 208                 |